# Тавризиан, Михаил Арсеньевич
Михаил (Микаэл) Арсеньевич Тавризиан (Тавризян) (арм. Միքայել Թավրիզյան, 1907—1957) — армянский, советский дирижёр, альтист. Народный артист СССР (1956). Лауреат двух Сталинских премий (1946, 1951).

## Биография

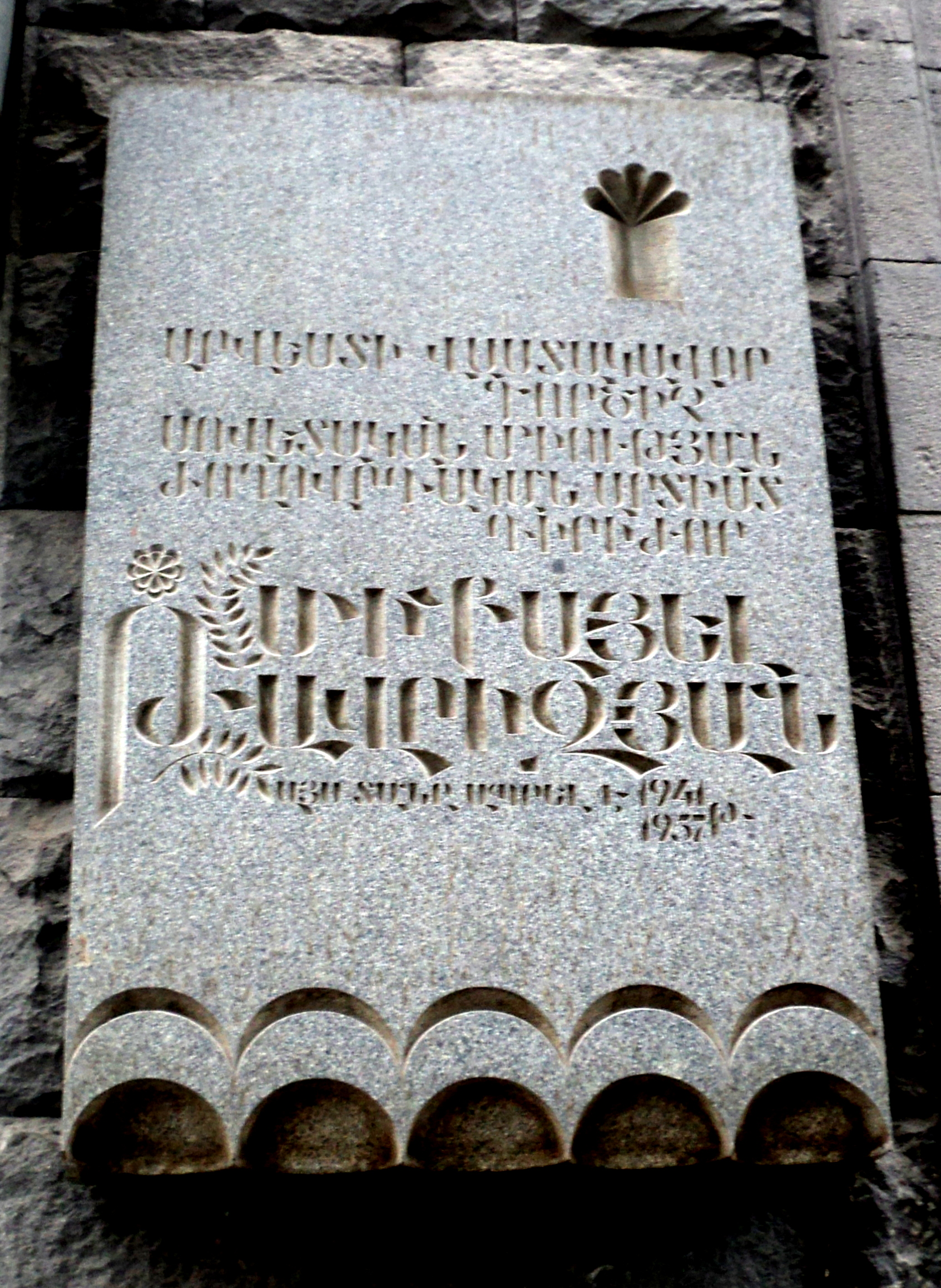
Мемориальная доска Михаилу Тавризяну в Ереване

Родился 14 (27) мая 1907 года в Баку (ныне в Азербайджане).
В 1923—1926 годах учился в Бакинской консерватории по классу скрипки.
С 1926 года работал альтистом в симфонических оркестрах и оперных театрах Ленинграда.
Окончил Ленинградскую консерваторию им. Н. А. Римского-Корсакова как альтист (1932) и как дирижёр (1934) у А. В. Гаука.
С 1934 года — дирижёр Грузинского театра оперы и балета им. З. П. Палиашвили (Тбилиси).
С 1935 года — дирижёр, с 1938 — главный дирижёр, с 1946 — художественный руководитель Армянского театра оперы и балета им. А. А. Спендиарова (Ереван). Под его руководством в театре были поставлены многие русские и западно-европейские классические оперы.
В 1948 году выступал в Большом театре (Москва), где дирижировал операми «Риголетто» Дж. Верди, «Иоланта» П. И. Чайковского.
Выступал как симфонический дирижёр.
Депутат Верховного Совета СССР 4-го созыва (1954—1958). Депутат Верховного Совета Армянской ССР (1947—1955).
Умер 17 октября 1957 в Ереване. Похоронен на Тохмахском кладбище.

## Награды и звания
- Заслуженный деятель искусств Армянской ССР (1939)
- Народный артист Армянской ССР (1944)[3]
- Народный артист СССР (1956)
- Сталинская премия второй степени (1946) — за дирижирование оперным спектаклем «Аршак Второй» Т. Г. Чухаджяна
- Сталинская премия третьей степени (1951) — за дирижирование оперным спектаклем «Героиня» А. Л. Степаняна
- Орден Ленина
- Орден Трудового Красного Знамени (1939)
- Орден «Знак Почёта» (1945)
- Медаль «За оборону Кавказа»

## Дирижёр-постановщик
- 1938 — «Тапарни-кос» А. С. Айвазяна
- 1938 — «Лусабацин» («На рассвете») А. Л. Степаняна
- 1939 — «Ануш» А. Т. Тиграняна
- 1945 — «Аршак II» Т. Г. Чухаджяна
- 1950 — «Героиня» А. Л. Степаняна
- 1956 — «Давид-бек» А. Т. Тиграняна
- 1957 — «Арцваберд» А. А. Бабаева (подготовил к постановке)
- «Иван Сусанин» М. И. Глинки
- «Царская невеста» Н. А. Римского-Корсакова
- «Пиковая дама» П. И. Чайковского
- «Иоланта» П. И. Чайковского
- «Риголетто» Дж. Верди
- «Травиата» Дж. Верди
- «Аида» Дж. Верди
- «Отелло» Дж. Верди
- «Гугеноты» Дж. Мейербера.

## Память
Именем М. Тавризиана названы улица и музыкальная школа в Ереване.